# Cotu Dobei
Cotu Dobei – wieś w Rumunii, w okręgu Suczawa, w gminie Fântânele. W 2011 roku liczyła 211 mieszkańców.